# Triatlon na Letních olympijských hrách 2016
Triatlon na Letních olympijských hrách 2016 v Riu de Janeiro se konal 18. a 20. srpna, a to na Fort Copacabana. Účastnilo se 55 sportovců v obou kategoriích.

## Medailisté

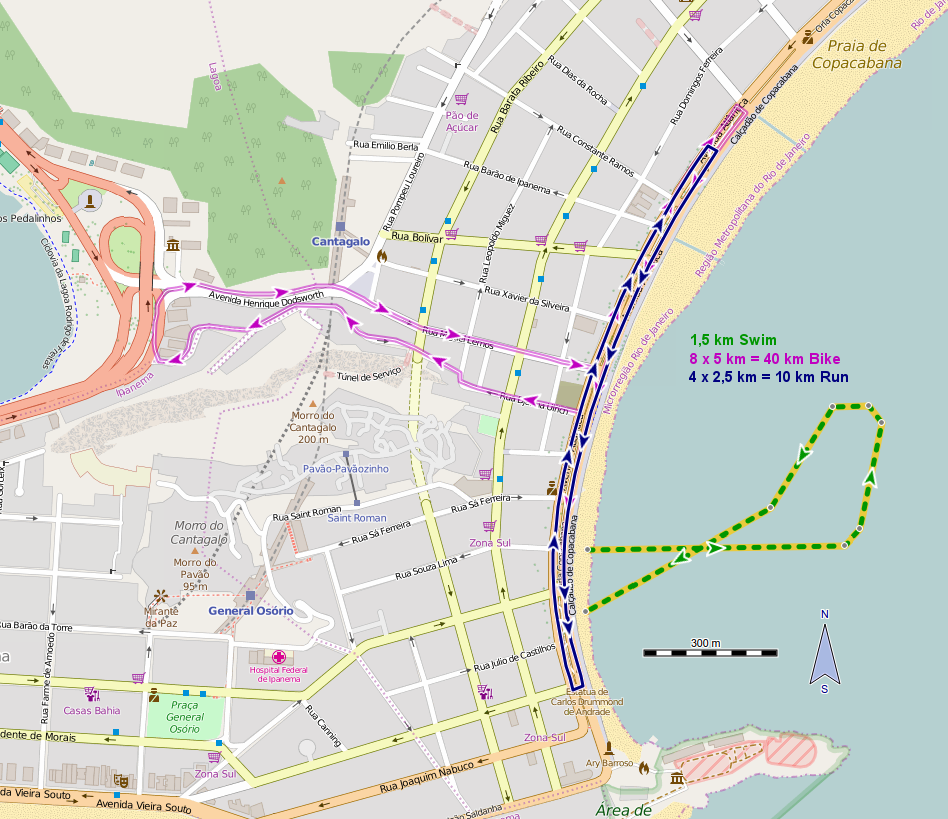
Trasa závodu

| Soutěž | Zlato                                                      | Stříbro                                            | Bronz                                                  |
| ------ | ---------------------------------------------------------- | -------------------------------------------------- | ------------------------------------------------------ |
| Muži   | Alistair Brownlee · 1:45:01 · Velká Británie (GBR)         | Jonathan Brownlee · 1:45:07 · Velká Británie (GBR) | Henri Schoeman · 1:45:43 · Jihoafrická republika (RSA) |
| Ženy   | Gwen Jorgensenová · 1:56:16 · Spojené státy americké (USA) | Nicola Spirigová · 1:56:56 · Švýcarsko (SUI)       | Vicky Hollandová · 1:57:01 · Velká Británie (GBR)      |

## Přehled medailí
| Pořadí   | Země                   | Zlato | Stříbro | Bronz | Celkově |
| -------- | ---------------------- | ----- | ------- | ----- | ------- |
| 1        | Velká Británie         | 1     | 1       | 1     | 3       |
| 2        | Spojené státy americké | 1     | 0       | 0     | 1       |
| 3        | Švýcarsko              | 0     | 1       | 0     | 1       |
| 4        | Jihoafrická republika  | 0     | 0       | 1     | 1       |
| Celkem 4 | Celkem 4               | 2     | 2       | 2     | 6       |